# Tirapon Thanachartkul
Tirapon Thanachartkul (thailändisch ถิรพล ธนชาตกุล, * 23. August 1998) ist ein thailändischer Fußballspieler.

## Karriere
Tirapon Thanachartkul erlernte das Fußballspielen in den Jugendmannschaften vom Assumption United FC und Muangthong United. Die komplette Saison 2018 wurde er von Muangthong an seinen Jugendverein Assumption United FC ausgeliehen. Der Verein aus Bangkok spielte in der Thai League 4, in der Western Region. 2020 wechselte er ebenfalls auf Leihbasis zum Zweitligisten Udon Thani FC nach Udon Thani. Nach Ende der Ausleihe unterschrieb er in Trat einen Vertrag beim Erstligaabsteiger Trat FC. Für den Zweitligisten absolvierte er 23 Ligaspiele. Anfang August 2022 wechselte er zum ebenfalls in der zweiten Liga spielenden Raj-Pracha FC. 13-mal stand er für den Hauptstadtverein in der Vorrunde 2022/23 auf dem Spielfeld. Im Dezember 2022 verpflichtete ihn der ebenfalls in der zweiten Liga spielende Samut Prakan City FC. Für den Verein aus Samut Prakan bestritt er 37 Zweitligaspiele. Ende Juni 2024 wechselte er zum Erstligaabsteiger Police Tero FC. Nach einer Spielzeit, in der er 26 Ligaspiele bestritt, wurde sein Vertrag im Sommer 2025 nicht verlängert.